# Microcercus scorteccii
Microcercus scorteccii is een pissebed uit de familie Eubelidae. De wetenschappelijke naam van de soort is voor het eerst geldig gepubliceerd in 1933 door Arcangeli.